# 鄂尔多斯左翼中旗
鄂尔多斯左翼中旗，中国清代、民国时期内蒙古旧旗名。1949年按其俗称改名「郡王旗」。1959年与扎萨克旗合并，改名伊金霍洛旗。

## 歷史
清朝顺治六年（1649年）以鄂尔多斯部置，治所在今内蒙古自治区鄂爾多斯市伊金霍洛旗（阿腾席连）。属伊克昭盟。因該旗王公被封為郡王，也俗稱郡王旗。從順治六年（1649年）設旗開始，鄂尔多斯左翼中旗札薩克多羅郡王先後任伊克昭盟盟長者6人，擔任祭祀成陵濟農者10人。
旗地當伊克昭盟左翼三旗之西。烏蘭木倫河發源於本旗，東南流，入陝西境內。旗地東接鄂爾多斯左翼前旗，南至神木營，西與鄂爾多斯右翼前旗相連．北和鄂爾多斯右翼後旗交界。札薩克駐鄂錫喜峰。有佐領17。乾隆元年（1736年），該旗南部部分土地劃歸新增設的鄂尔多斯右翼前末旗。此外，祭祀成吉思汗的八白帳（伊金霍洛）也在該旗境內。該旗地也是在伊克昭盟內漢民最早進入的地區之一。光緒三十年（1904年），以郡王、札薩克兩旗墾地置東勝廳，隸山西歸綏道。

## 鄂尔多斯左翼中旗札薩克多羅郡王世系

### 先祖
1. 袞弼哩克墨爾根
2. 长子诺延达喇袭济农位。
3. 长子布延巴图尔鸿台吉袭济农位。
4. 子博硕克图袭济农位。

### 扎萨克郡王
1. 額磷臣（额璘臣，博硕克图子），袭鄂尔多斯济农，察哈尔部击溃漠南右翼後，蒙古末代大汗林丹汗剥夺其“濟農”號。天聰九年（1635年），后金征服察哈尔，皇太极復賜“濟農”號。順治六年（1649年），封多羅郡王，領鄂尔多斯左翼中旗札薩克，詔世襲罔替。順治十三年（1656年），卒。無嗣。
2. 巴圖（額磷臣從子）襲職，順治十四年（1657年），以不孝母罪削爵革職。
3. 固噜（巴圖兄）襲職爵，康熙十四年（1675年），偕同部貝子色棱、固嚕什希布等，擊叛軍。康熙十八年（1679年），因派兵镇压反清的陕西省神木县守将孙群甲有功，晉和碩親王。康熙三十一年，卒。
4. 栋啰布（固噜子）襲郡王。三十六年，從征噶爾丹，五十四年（17l5年），領所部兵二千，防禦策妄阿喇布坦。五十七年，卒。
5. 薩克巴（栋啰布長子）襲郡王，五十九年，卒。
6. 喇什班珠爾（薩克巴四弟）襲職爵，雍正六年（1728年），卒。
7. 札木扬（薩克巴子）襲職爵，九年，隨軍駐防烏喇特西界，十一年，以赴調兵不堪用，降授貝勒，乾隆元年（1736年）．命復原爵。二十三年，卒。
8. 車凌多爾濟（札木扬長子）襲郡王，尋授盟長，四十五年，卒。
9. 達爾瑪咱第（車凌多爾濟長子）襲職爵。五十年（1785年），卒。無嗣，
10. 什當巴拜（達爾瑪咱第弟）1786年襲職爵，嘉慶十七年（1812年），卒。
11. 巴寶多爾濟（什當巴拜子）襲職爵，道光十一年（1831年），以罪革職留爵。
12. 圖們濟爾噶勒（巴寶多爾濟子，一等台吉）領札薩克，十五年，晉郡王。
13. 額爾齊木畢里克（圖們濟爾噶勒子）道光十七年（1837年）襲職爵，光緒二十七年（1901年），卒。
14. 特克斯阿勒坦（額爾齊木畢里克子）1902年襲職爵，成為該旗末代札薩克郡王。入民國後，因反對外蒙獨立，被袁大總統世凯加封親王。1918年卒。
15. 圖布升吉爾格勒（特克斯阿勒坦子，俗称“图亲王”）繼承親王爵位和郡王旗扎薩克職。
16. 伊尔德尼博录特（即奇忠義，圖布升吉爾格勒孫）1949年6月襲爵。1949年8月率郡王旗全体党政军人员宣布和平起义。